# Led Boots
«Led Boots» es una canción interpretada por el guitarrista británico Jeff Beck. Fue lanzada el 14 de mayo de 1976 por Epic Records como la canción de apertura de su tercer álbum de estudio, Wired.

## Composición y arreglos
La canción fue compuesta en un compás de 4
4 con un tempo de 120 pulsaciones por minuto y está escrita en la tonalidad de sol mayor. El rango de la guitarra va desde F3 a B♭6. La canción fue compuesta por Max Middleton como un guiño a la banda británica de rock Led Zeppelin. Musicalmente, «Led Boots» ha sido descrita como una pieza de música instrumental de jazz fusion, hard rock, y funk rock. La canción comienza con una sección rítmica de conducción y una línea de bajo funky que prepara el escenario para el explosivo trabajo de guitarra de Beck. La sección central de la canción presenta una serie de solos de guitarra rápidos, con Beck empujando los límites de su instrumento para crear un muro de sonido que es a la vez complejo y emocionante.

## Recepción de la crítica
En una reseña inicial para la revista Rolling Stone, John Swenson elogió la interacción de los teclados de Hammer con la guitarra de Beck. El crítico de AllMusic, Mark Kirschenmann, calificó «Led Boots» como una “apertura explosiva [...] donde Beck estalla en un impresionante solo de intensidad volcánica”.

## Revisión retrospectiva
Después del fallecimiento de Jeff Beck, varias listas se crearon y citaron «Led Boots» como una canción importante en la discografía de Beck. Jacob Uitti de American Songwriter describió la interpretación de Beck como “llena de confianza”. El personal de Far Out Magazine declaró que la canción, “no solo demostró que era un genio con la guitarra sino que estaba abierto a todo tipo de música”. Samuel Moore de Singersroom describió la forma de tocar de Beck como “fluida y frenética” y la melodía de la canción como “contagiosa”.

## Créditos y personal
Créditos adaptados desde las notas de álbum de Wired.
Músicos
- Jeff Beck – guitarra
- Narada Michael Walden – batería
- Wilbur Bascomb – guitarra bajo
- Max Middleton – Clavinet
- Jan Hammer – sintetizador

Personal técnico
- George Martin – productor
- Chris Bond – productor asistente
- Pete Henderson – ingeniero de audio
- Dennis McKay – ingeniero de audio
- John Arias – ingeniero de audio
- John Mills – ingeniero de audio, mezclas
- Geoff Emerick – mezclas
- Mark Guercio – ingeniero asistente
- Vic Anesini – masterización

## Posicionamiento
| Gráfica (2023)                       | Pico de posición |
| ------------------------------------ | ---------------- |
| Japón (Billboard Japan Hot Overseas) | 14               |